# Episodi di Mina Settembre (terza stagione)
La terza stagione della serie televisiva Mina Settembre, composta da 12 episodi, è stata trasmessa in prima visione su Rai 1 dal 12 gennaio al 16 febbraio 2025, con due episodi alla volta per sei prime serate. I primi due episodi sono stati pubblicati in anteprima su RaiPlay il 9 gennaio 2025.
| nº | Titolo                    | Prima TV         |
| -- | ------------------------- | ---------------- |
| 1  | La tentazione del passato | 12 gennaio 2025  |
| 2  | La finestra di fronte     | 12 gennaio 2025  |
| 3  | Figli                     | 19 gennaio 2025  |
| 4  | Malafemmina               | 19 gennaio 2025  |
| 5  | L'odio                    | 26 gennaio 2025  |
| 6  | La corda si spezza        | 26 gennaio 2025  |
| 7  | Il peso del sangue        | 2 febbraio 2025  |
| 8  | Pastorale napoletana      | 2 febbraio 2025  |
| 9  | Sliding Doors             | 9 febbraio 2025  |
| 10 | Ritorni e partenze        | 9 febbraio 2025  |
| 11 | La scemità degli uomini   | 16 febbraio 2025 |
| 12 | La profezia del ciuccio   | 16 febbraio 2025 |

## La tentazione del passato
- Diretto da: Tiziana Aristarco.
- Scritto da: Fabrizia Midulla.

### Trama
Mina, Viola e zia Rosa hanno cambiato casa dopo la morte di Olga. Al consultorio arriva una nuova assistente sociale, Fiore, molto giovane e laureata da poco a Trieste. Mina la coinvolge subito in un caso complesso che riguarda Kevin Ammaturo e lo spaccio di droga. Mina e Fiore fanno la conoscenza di Jonathan, il fratello di Kevin. Nel frattempo si avvicina il matrimonio con Domenico per poter adottare Viola. Lui si trova a Barcellona con la sorella, sotto protezione per una brutta storia in cui l'ex era finito. Viola trova una cartellina negli scatoloni di Mina dove ci sono tutte le informazioni sulla madre biologica. Titti e Giordano gestiscono un nuovo locale a Londra e anche Gianluca si è trasferito per l'università. Irene e Luigi stanno insieme ufficialmente.
- Altri interpreti: Daria D'Antonio (Concetta Ammaturo), Ianua Coeli Linhart (Benedetta), Raffaele Russo (Kevin Ammaturo), Michele Rosiello (Giordano Raiola).
- Ascolti: telespettatori 5 033 000 – share 25,32%.[3]

## La finestra di fronte
- Diretto da: Tiziana Aristarco.
- Scritto da: Fabrizio Cestaro.

### Trama
Mentre si festeggia a sorpresa il matrimonio in consultorio, una donna si rivolge a Mina perché sospetta che Nora, la figlia dei vicini di casa, voglia suicidarsi. Mina inizia le indagini dai genitori della ragazza e coinvolge Fiore che, intanto, cerca di recuperare il rapporto con Andrea, il suo ex, che lavora all'università. Fiore prova a fare due chiacchiere con Nora e pensa che la ragazza stia bene ma, al tempo stesso, ci sono delle incongruenze. Mentre è in Facoltà, Fiore vede Andrea baciare Benedetta, una collega, rendendosi conto di essere stata lasciata per lei e non per la distanza tra Napoli e Trieste. Infuriata, incontra Jonathan Ammaturo e lo trascina con sé per divertirsi insieme, ma lei si blocca e il ragazzo capisce che non è ancora il momento. Viola inizia a seguire Simona, la madre biologica, fino alla scuola delle figlie e la donna le chiede di diventare la sua babysitter, ignara che sia la "sua" Viola.
- Altri interpreti: Simona Barbarulo (Nora Castaldo), Antonio Friello (padre di Nora), Franca Abategiovanni (Giordana Borrelli), Ianua Coeli Linhart (Benedetta), Raffaele Russo (Kevin Ammaturo), Barbara Foria (madre di Nora).
- Ascolti: telespettatori 4 336 000 – share 26,52%.[3]

## Figli
- Diretto da: Tiziana Aristarco.
- Scritto da: Gaia Rispoli, Fabrizia Midulla, Fabrizio Cestaro.

### Trama
Mina e Fiore aiutano la famiglia De Maria ad affrontare un periodo difficile con il figlio Luciano. Domenico vuole dedicarsi a Viola e iniziano a trascorrere più tempo insieme, su indicazione anche di Franco, il funzionario incaricato di seguire la pratica di adozione. Di ritorno dalla spiaggia, Domenico si vede sequestrata la moto e scopre che qualcuno l'ha usata a sua insaputa mentre era a Barcellona, accumulando multe. Viola invece non ha ancora deciso se lavorare come babysitter per Simona. Fiore accetta di farsi aiutare da Jonathan che le propone degli intensi allenamenti per distrarsi da Andrea. Fra i due c'è molta complicità e Fiore si sente meglio quando Jonathan è presente. Mina si accorge di avere un ritardo e decide di fare il test di gravidanza.
- Altri interpreti: Irma Ciaramella (moglie di Natale), Antonio Perna (Natale De Maria), Antonio Fortunato (Luciano De Maria), Ianua Coeli Linhart (Benedetta), Adriano Pantaleo (Franco).
- Ascolti: telespettatori 4 489 000 – share 22,80%.[4]

## Malafemmina
- Diretto da: Tiziana Aristarco.
- Scritto da: Gaia Rispoli, Fabrizia Midulla, Fabrizio Cestaro.

### Trama
La tomba della mamma di Rosaria viene vandalizzata da una donna, Carmela Caruso. Mina e Rosaria scoprono che questo odio per la madre ha una lunga storia con cui Rosaria dovrà fare i conti. Mina e Domenico vogliono trovare il momento giusto per dare a Viola una notizia importante, ma la ragazza pensa che vogliano rinunciare all'adozione. Confusa, risponde ai messaggi di Simona per fare da babysitter. Intanto, l'amicizia tra Fiore e Jonathan cresce provocando la gelosia di Andrea.
- Altri interpreti: Adriano Pantaleo (Franco), Antonella Monetti (Carmela Caruso), Ianua Coeli Linhart (Benedetta).
- Ascolti: telespettatori 4 190 000 – share 25,99%.[4]

## L'odio
- Diretto da: Tiziana Aristarco.
- Scritto da: Simona Giordano, Fabrizia Midulla, Fabrizio Cestaro.

### Trama
Titti desidera denunciare un hater che la insulta sui social, ma prima di procedere Mina vorrebbe saperne di più. Infatti, l'hater si chiama Mattia Landolfi ed è un minore che vive coi nonni paterni da quando la madre è stata condannata al carcere per aver ucciso il marito. Mina e Fiore riescono a rintracciare la donna in semilibertà, Gabriella, che racconta loro la verità: il marito era violento e agì per autodifesa. Fiore decide di tornare a parlare con Mattia affinché dia una possibilità alla madre, ma in uno scatto di rabbia lui la ferisce al volto involontariamente. La ragazza rimane sconvolta e inizia a dubitare della sua professione. Ancora una volta Jonathan la vuole aiutare e le sta vicino. Viola ha iniziato a lavorare come babysitter da Simona, tenendo Mina e Domenico all'oscuro con l'aiuto di Eddie. Nel frattempo, zia Rosa sta cercando la location per il ricevimento nuziale dei neosposi e conosce Arnaldo, l'affascinante proprietario di un lussuoso ristorante.
- Altri interpreti: Cloris Brosca (Rachele, nonna paterna di Mattia), Corrado Taranto (Armando, nonno paterno di Mattia), Cristian De Vergori (Mattia Landolfi), Margherita Romeo (Gabriella Panebianco), Luca Ward (Arnaldo).
- Ascolti: telespettatori 4 695 000 – share 23,50%.[5]

## La corda si spezza
- Diretto da: Tiziana Aristarco.
- Scritto da: Simona Giordano, Fabrizia Midulla, Fabrizio Cestaro.

### Trama
Mina segue il burrascoso caso delle famiglie Danoh e Ippolito: la prima vive già in un appartamento nelle case popolari perché rifugiati, mentre la seconda è ancora in attesa e alloggia in una barca. Questa situazione genera proteste e malumori nel quartiere contro i Danoh. Intanto, Mina comunica a Fiore di essere incinta, anche per garantire una presenza valida in consultorio durante la sua maternità. Ma Fiore continua ad avere dubbi sulla professione, soprattutto dopo che Andrea le ha proposto di far parte del suo gruppo di ricerca in Facoltà. Jonathan è scettico perché teme che Fiore molli tutto solo per Andrea e che si illuda. Viola e Eddie decidono di mettersi insieme davvero anche per "coprire" le sue uscite quando va da Simona. Un giorno la donna la raggiunge all'uscita da scuola per restituirle un braccialetto lasciato a casa sua. Domenico vede per caso tutta la scena da lontano. Zia Rosa continua a vedere Arnaldo per il ricevimento nuziale. Una sera Irene trova la polizia davanti casa con Luigi in arresto.
- Altri interpreti: Balkissa Maiga (Jeanette Danoh), Emmanuel Dabone (Guy Danoh), Carlo Geltrude (Ciro Ippolito), Ianua Coeli Linhart (Benedetta), Luca Ward (Arnaldo).
- Ascolti: telespettatori 4 240 000 – share 26,06%.[5]

## Il peso del sangue
- Diretto da: Tiziana Aristarco.
- Scritto da: Paolo Piccirillo.

### Trama
Mina segue un caso di adozione molto delicato perché riguarda Massimo Barricelli, figlio di un pericoloso boss. Il giovane ha rinnegato la famiglia, ad eccezione della madre perché malata terminale. Massimo è operatore in una casa famiglia e vorrebbe in affido due bambini che gli sono affezionati, ma non sarà semplice. Domenico chiede a Viola di lasciare il lavoro di babysitter da Simona, perché è troppo rischioso. Viola ci proverà a patto che Domenico non dica nulla a Mina. Fiore lascia il consultorio e inizia a lavorare in Facoltà a stretto contatto con Andrea e Jonathan sembra soffrirne. Zia Rosa non può fare a meno ormai di frequentare Arnaldo nel suo ristorante. Irene va a trovare Luigi in carcere in attesa che venga scagionato e rimpiange quando viveva da sola. 
- Altri interpreti: Antonella Stefanucci (Assuntina Barricelli), Alessio Sica (Massimo Barricelli), Ianua Coeli Linhart (Benedetta), Adriano Pantaleo (Franco), Luca Ward (Arnaldo).
- Ascolti: telespettatori 4 742 000 – share 24,06%.[6]

## Pastorale napoletana
- Diretto da: Tiziana Aristarco.
- Scritto da: Costanza Durante.

### Trama
Jonathan chiede aiuto a Mina per un giro di dopping nella palestra dove lavora. Viene coinvolta anche Fiore nella speranza che ripensi alla sua decisione di lasciare il consultorio. Ma lei e Andrea si sono riavvicinati molto e sembra non voler fare passi indietro. In più, Benedetta, la fidanzata di Andrea, capisce che i due stavano insieme, che lui non è stato sincero e lo lascia. Mentre Mina cerca sempre di risolvere i problemi nella famiglia Bertani, non si accorge di ciò che sta per scoppiare nella propria: zia Rosa scopre la dura verità su Arnaldo e Viola svela di aver conosciuto Simona e di essere la sua babysitter. Simona ha capito che la ragazza è sua figlia e chiede di poterla riavere nella sua vita. La situazione provoca grande sconcerto in Mina, che peggiora quando Domenico ammette di sapere già tutto da un po'. Luigi esce dal carcere con la gamba fasciata e in sedie a rotelle, quindi Irene non solo deve rimandare la proposta di tornare a vivere ciascuno nella propria casa, ma dovrà anche fargli  assistenza fino alla guarigione.
- Altri interpreti: Ivan Castiglione (Mario Bertani), Tiziana De Giacomo (Vera), Ianua Coeli Linhart (Benedetta), Luca Ward (Arnaldo).
- Ascolti: telespettatori 4 178 000 – share 25,75%.[6]

## Sliding Doors
- Diretto da: Tiziana Aristarco.
- Scritto da: Costanza Durante.

### Trama
Dopo che Simona vorrebbe riavere Viola nella sua vita, Mina è molto nervosa e non sa più cosa fare con l'adozione, tanto che chiede del tempo a Franco, il funzionario che segue la pratica. Ma anche Simona non ha le idee chiare sul tipo di rapporto che vorrebbe per lei e la figlia. Proprio in questo momento difficile, Mina e Domenico affrontano il caso di una ragazza madre che vuole dare il neonato in adozione, esattamente come capitò a Simona in gioventù. Fiore e Andrea tornano insieme, ma non vanno molto d'accordo sul lavoro perché Fiore non riesce a stare lontana da chi ne ha bisogno. Infatti, si prende a cuore la famiglia Rubicone e Andrea non ne è entusiasta. La ragazza ha così modo di riflettere sulle sue ultime scelte e prende finalmente la strada che la rende felice. Jonathan sta cercando un posto dove aprire la sua palestra grazie al finanziamento di Mario Bertani, che vuole sdebitarsi per ciò che ha fatto per i problemi di dopping del figlio. Il fratello Kevin gli fa notare come la sua vita sia migliore da quando conosce Fiore e crede che si stia innamorando. Irene e Luigi decidono di rinunciare alla convivenza. Mina non riesce a perdonare Domenico per aver assecondato Viola, tenendola all'oscuro del lavoro da Simona.
- Altri interpreti: Adriano Pantaleo (Franco), Agnese Licenziati (Elena Fusco), Raffaele Russo (Kevin Ammaturo), Giovanni Limite (Pietro Rubicone), Antimo Casertano (Alessandro Rubicone), Luciano Giravolo Ricchini (Duccio).
- Ascolti: telespettatori 4 450 000 – share 22,79%.[7]

## Ritorni e partenze
- Diretto da: Tiziana Aristarco.
- Scritto da: Paolo Piccirillo.

### Trama
Fiore sta facendo colazione con Andrea quando una donna ha bisogno di aiuto perché disorientata. Fiore porta Angelina al consultorio provocando l'irritazione di Andrea, ancora arrabbiato per la sua decisione di lasciare l'università. Fiore inizia a essere insofferente all'atteggiamento del fidanzato, mentre Jonathan le manifesta appoggio e felicità per il suo ritorno come assistente sociale. Inoltre, non riesce più a nasconderle i suoi sentimenti. Domenico si è sistemato in consultorio finché la situazione con Mina non si rasserena. Lei è molto provata da tutto e prende dei giorni di riposo. Intanto Viola vede sempre più spesso Simona, la quale però non ha ancora detto alla sua famiglia che la ragazza è sua figlia e resta "Margherita", lo pseudonimo che Viola ha scelto come babysitter. Quando Mina viene a sapere che Simona non è sincera, mette in guardia Viola e si scatena un brutto litigio che spinge la ragazza a prendere una scelta molto dolorosa per Mina.  
- Altri interpreti: Elisabetta De Palo (Angelina Amato), Fabio La Fata (Antonio Miranda).
- Ascolti: telespettatori 4 160 000 – share 26,25%.[7]

## La scemità degli uomini
- Diretto da: Tiziana Aristarco.
- Scritto da: Fabrizio Cestaro.

### Trama
Mina e Irene trovano Eddy ubriaco alla fermata del tram. Mina intuisce che il ragazzo ha un problema di alcolismo giovanile e vuole aiutarlo. Intanto, Simona avverte Viola che presto il marito torna da Milano e lei non potrà più stare da loro. Così, Mina e Domenico decidono di parlare francamente a Simona affinché prenda una posizione chiara verso la figlia. Allora la donna confessa tutto al marito e annunciano di volersi trasferire a Milano, portando con loro Viola, se d'accordo. Zia Rosa insieme a Rosaria e Trapanese trovano la location perfetta per il ricevimento nuziale, dopo l'allontanamento da Arnaldo. Fiore torna a Napoli dopo alcuni giorni a Palermo e a casa trova Andrea che le chiede di sposarlo. Ma lei non può più mentire a se stessa, soprattutto perché ha capito che Jonathan è molto importante.
- Altri interpreti: Fabrizio Nevola (Nicola, marito di Simona), Luca Ward (Arnaldo).
- Ascolti: telespettatori 4 699 000 – share 23,94%.[8]

## La profezia del ciuccio
- Diretto da: Tiziana Aristarco.
- Scritto da: Fabrizia Midulla.

### Trama
Viola ha accettato di trasferirsi a Milano con Simona e famiglia. Mina e Domenico sono provati da questa decisione ma vogliono solo il bene della ragazza. Un giorno, però, Viola incontra una sua cara amica, Desiré, e si offre di aiutarla perché non sta molto bene. Infatti il fidanzato la obbliga a prostituirsi e si rivolgono a Mina e al centro antiviolenza. L'episodio riavvicina molto Viola e Mina. Nel frattempo, è quasi tutto pronto per la festa di matrimonio nel cortile del consultorio. Fiore decide di chiedere il trasferimento a Palermo, ma Jonathan non se la sente di proseguire la relazione. Alla festa di Mina e Domenico partecipano tutte le persone a loro care: zia Rosa, Irene, Luigi, Gianluca, Anna, Titti, Giordano, Eddy, Rosaria, Trapanese, Arnaldo...per molti è una occasione per chiarire alcune situazioni personali. Soprattutto Viola e Jonathan che hanno un ripensamento sulle proprie ultime scelte.
- Altri interpreti: Francesco Di Napoli (Gianluca De Marinis), Elena Funari (Anna Gambardella), Michele Rosiello (Giordano Raiola), Fabrizio Nevola (Nicola, marito di Simona), Kateryna Mykhailova (Desiré), Raffaele Russo (Kevin Ammaturo), Luca Ward (Arnaldo).
- Ascolti: telespettatori 4 419 000 – share 26,57%.[8]